# Heung-shan A Wong
Heung-shan A-wong (xinès tradicional: 香山亞黃, pinyin: Xiāngshān Yàhuáng; 1938) fon un dibuixant de manhua xinés.
Comença a dibuixar còmics en la dècada del 1950, i el 1964 es muda a Hong Kong, treballant a revistes com Manhua Shijie. El 1966 publica la sèrie Shaziqi he Yaguan al periòdic Xin bao.